# Taradeau
Taradeau település Franciaországban, Var megyében. Lakosainak száma 1899 fő (2022. január 1.). Taradeau Les Arcs, Draguignan, Lorgues és Vidauban községekkel határos.

## Népesség
A település népessége az elmúlt években az alábbi módon változott:
| Lakosok száma | 1808 | 1811 | 1840 | 1803 | 1802 | 1784 | 1791 | 1854 | 1899 |
|               | 2013 | 2015 | 2016 | 2017 | 2018 | 2019 | 2020 | 2021 | 2022 |